# Portree
Portree (Port Rìgh in gaelico scozzese, pʰɔrˠʃtˈ̪ɾiː) è la cittadina più grande dell'isola di Skye appartenente alle Ebridi Interne in Scozia..
Ci sono quattro modi per raggiungere Portree: attraverso lo Skye Bridge; con il traghetto da Mallaig a Armadale; con il traghetto che presta servizio stagionale Kylerhea; dalle Ebridi Esterne a Uig proseguendo fino a Portree con il servizio di autobus. Vi è inoltre la Portree High school, l'unica secondary school dell'isola di Skye. I trasporti pubblici sono limitati ai soli autobus.
Il porto di Portree è delimitato da scogliere rocciose, con un molo progettato da Thomas Telford.
Le attrazioni della cittadina includono l'Aros Centre che celebra l'origine gaelica dell'isola. Inoltre, la città ospita un centro che organizza esplorazioni e visite guidate all'intera isola.
Il Royal Hotel è il sito di MacNab's Inn, l'ultimo luogo d'incontro di Flora MacDonald e Bonnie Prince Charlie nel 1746.
La città ospita il club di shinty dell'intera isola di Skye lo Skye Camanachd.
All'incirca 939 abitanti (il 37,72% della popolazione) parlano la lingua gaelica scozzese.

## Etimologia

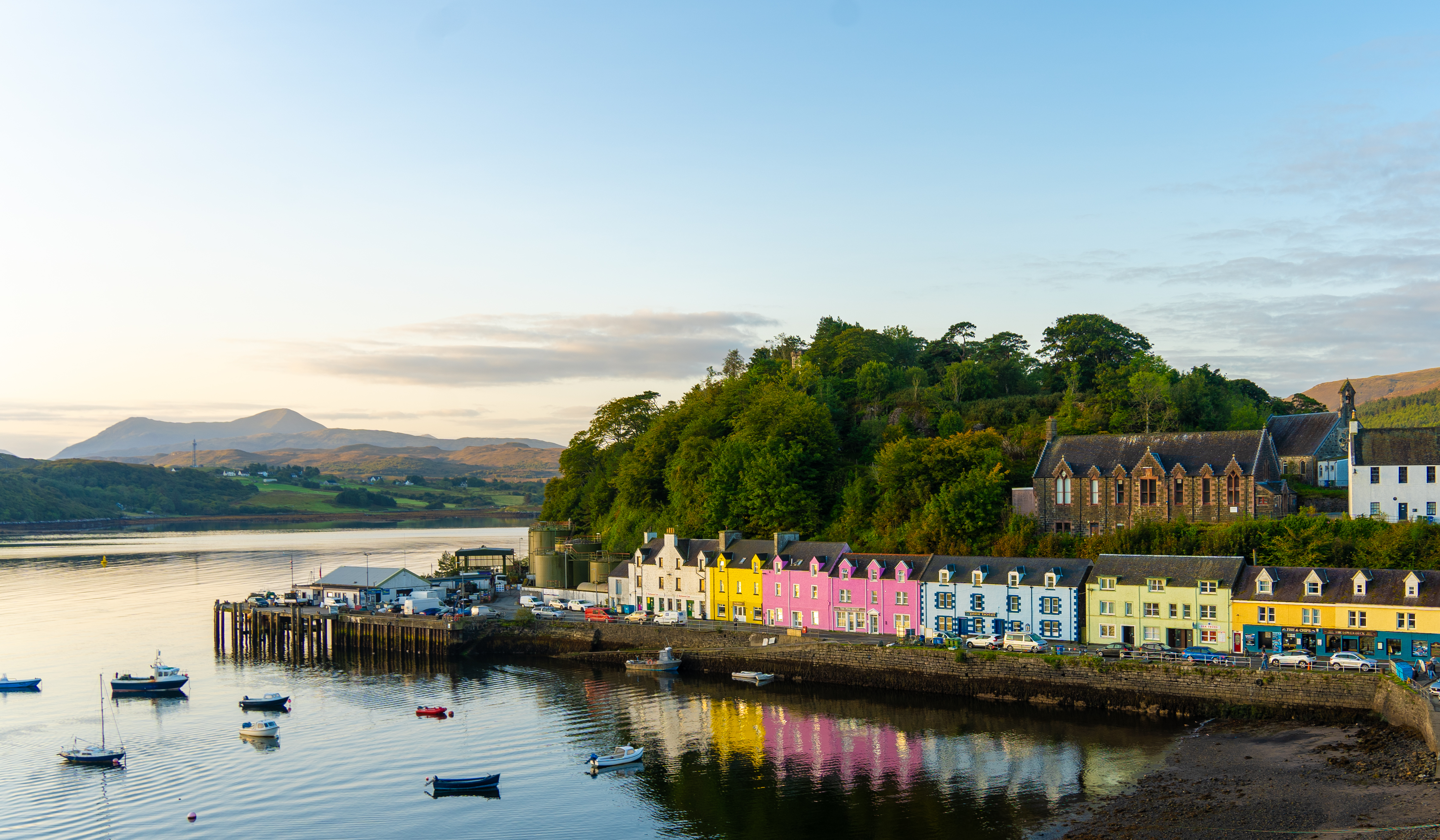
Il porto di Portree

Il nome di Portree deriva da Port Rìgh, che è la traduzione di 'kingharbour' (il porto del re); verosimilmente ciò è dovuto a una visita di re Giacomo V di Scozia nel 1540. Tuttavia, questa etimologia è stata contestata, dal momento che Giacomo non arrivò in tempo di pace. Il nome più antico pare essere stato Port Ruighe(adh), 'porto inclinato'.
Prima del sedicesimo secolo, il nome dell'abitato era Kiltaragleann ('la chiesa di san Talaricano') dal Gaelico Cill Tharghlain.

## Preistoria
Le indagini archeologiche hanno scoperto prove di insediamenti a Portree dall'Età del bronzo al periodo medievale. Sono anche stati ritrovati strumenti in pietra, che indicano la presenza umana nella zona nel Neolitico, forse già nel tardo Mesolitico.

## Storia
Nel 1700 la città era un punto di partenza per gli scozzesi che salpavano per l'America per sfuggire alla povertà.
Il Royal Hotel è il sito del MacNab's Inn, l'ultimo luogo d'incontro di Flora MacDonald e Bonnie Prince Charlie nel 1746.

## Turismo
Portree è considerato tra i "20 paesi più belli del Regno Unito e dell'Irlanda" secondo Condé Nast Traveller ed è visitato ogni anno da numerosi turisti.

## Curiosità
- Portree è la sede della squadra professionistica di Quidditch, il gioco immaginario con la palla presente nei libri di Harry Potter. Il club Pride of Portree è una delle tredici squadre professionistiche che giocano nella Quidditch League di Gran Bretagna e Irlanda costituita nel 1674. I giocatori indossano abiti viola-scuro con una stella d'oro sul petto.[9]
- Alcune riprese del film Un amore di testimone sono state girate a Portree. In particolare, viene mostrata una panoramica della via del porto con le sue casette colorate, prima della scena dell'addio al nubilato all'interno di un pub.